# کوین کانروی
کوین کانروی (به انگلیسی: Kevin Conroy؛ زادهٔ ۳۰ نوامبر ۱۹۵۵ – درگذشتهٔ ۱۰ نوامبر ۲۰۲۲) هنرپیشه اهل ایالات متحده آمریکا بود. وی از سال ۱۹۷۸ میلادی تا زمان مرگ مشغول فعالیت بود.
از فیلم‌ها یا برنامه‌های تلویزیونی که وی در آن نقش داشته‌است می‌توان به لیگ عدالت در برابر پنج کشنده و بتمن: شوالیه گاتهام اشاره کرد. او ۲۸ سال گویندگی شخصیت بتمن را به عهده داشت.
اولین ملاقات با بتمن
درسال ۱۹۹۲ کوین کانروی برای گویندگی بتمن تست می‌دهد. بتمنی که او در ذهنش به یاد داشت با شخصیتی که الان در صنعت سینما و انیمیشن است کمی متفاوت بود. کانروی شنل سیاهی بر تن می‌کند و به سوی تهیه‌کنندگان و نویسنده می‌دود و این جمله را می‌گوید: «I am Vengeance, I am the night, I am batman» او با لحنی وحشت‌انگیز این جملات را به زبان می‌آورد و تعجب را در چشمان تهیه‌کنندگان و نویسنده می‌بیند و با خود می‌گوید که قطعاً این تست را رد شده‌است که ناگهان تهیه‌کننده با هیجانی خاص سوی کانروی می‌رود و به او می‌گوید که قبول شده‌است.
کوین کانروی ۲۸ سال گویندگی بتمن را در انیمیشن‌ها و در بازی‌های ویدیویی به عهده و با این شخصیت بیشتر از هر کس دیگری آشنایی داشت. او در کراس‌اور در زمین‌های بی‌نهایت نقش بتمن را برای اولین بار در صنعت سینما ایفا کرد و در رتبه‌بندی بتمن در سایت cbr رتبه اول را به خود اختصاص داد.

## مرگ
کانروی در ۱۰ نوامبر ۲۰۲۲ در بیمارستان (کوه ساینای) در شهر نیویورک بر اثر سرطان روده در سن ۶۶ سالگی درگذشت. او به‌طور عمومی بیماری خود را فاش نکرد. مرگ کانروی در بیانیه مطبوعاتی منتشر شده توسط کمپانی برادران وارنر اعلام شد.
مرگ کانروی بلافاصله به یک خبر بین‌المللی تبدیل شد. کلمه «بتمن» مدت کوتاهی پس از انتشار خبر مرگ او در توییتر ترند شد و بیش از ۴۹۲۰۰۰ توییت در کمتر از ۲۴ ساعت منتشر شد. دنیای سرگرمی، دوستان و طرفداران او از طریق رسانه‌های اجتماعی و دیگر رسانه‌ها به مرگ او واکنش نشان دادند.
افرادی که به او ادای احترام کردند عبارتند از: مارک همیل، تیم دالی، دینا دلانی، سوزان آیزنبرگ، تارا استرانگ، متیو مرسر، استیون بلوم، آندریا رومانو، پل دینو، دایان پرشینگ، جورج تاکی، لیندا کارتر و جیمز گان. دی سی کامیکس نیز بیانیه ای منتشر کرد و به عنوان راهی برای قدردانی از کانروی، به «پیدا کردن بتمن» دسترسی آنلاین رایگان داد.
پس از خبر مرگ او، طرفدارانش شروع به گذاشتن گل و ادای احترام در مجسمه بتمن در بربنک، کالیفرنیا کردند.